# Криштопович
Криштопович — українське прізвище.

## Відомі носії
- Криштопович Кирило — державний діяч доби Гетьманщини, сотник Сенчанської сотні (1717–1723).
- Криштопович Іван — державний діяч доби Гетьманщини, сотник Сенчанської сотні.
- Криштопович Тимофій Іванович (*початок 1710-х рр. — †між 1772 і 1798) — державний діяч доби Гетьманщини, сотник Сенчанської сотні.
- Криштопович Сергій — державний діяч доби Гетьманщини, сотник Сенчанської сотні.
- Криштопович Пилип — державний діяч доби Гетьманщини, сотник Сенчанської сотні.